# الجان
الجان (این کلمه معرب الگان می‌باشد) روستایی در دهستان خورهه بخش مرکزی شهرستان محلات استان مرکزی ایران است.
در این منطقه همه افراد محلی با نام الگان یا الگون صحبت می‌گردد.
بعلت قرار گرفتن در مجاورت منطقه حفاظت شده هفتاد قله، آب و هوایی کوهستانی دارد.

## جمعیت
بر پایه سرشماری عمومی نفوس و مسکن در سال ۱۳۹۵ جمعیت این روستا کمتر از ۳ خانوار بوده‌است.